# Docklands
Docklands, London Docklands ou Docks de Londres est un quartier de l'est de Londres, au Royaume-Uni, comprenant une partie des districts de Southwark, Tower Hamlets, Newham et Greenwich. Les docks du même nom faisaient anciennement partie du port de Londres, un des plus grands du monde en son temps. Ce quartier a aujourd'hui été réhabilité sous l'égide du London Docklands Development Corporation pour un usage commercial et résidentiel. Le nom London Docklands a, pour la première fois, été utilisé en 1971 dans un rapport du gouvernement sur les plans de redéveloppement et est presque devenu une dénomination officielle aujourd'hui, largement comprise par tout le monde.

## Zones des Docklands

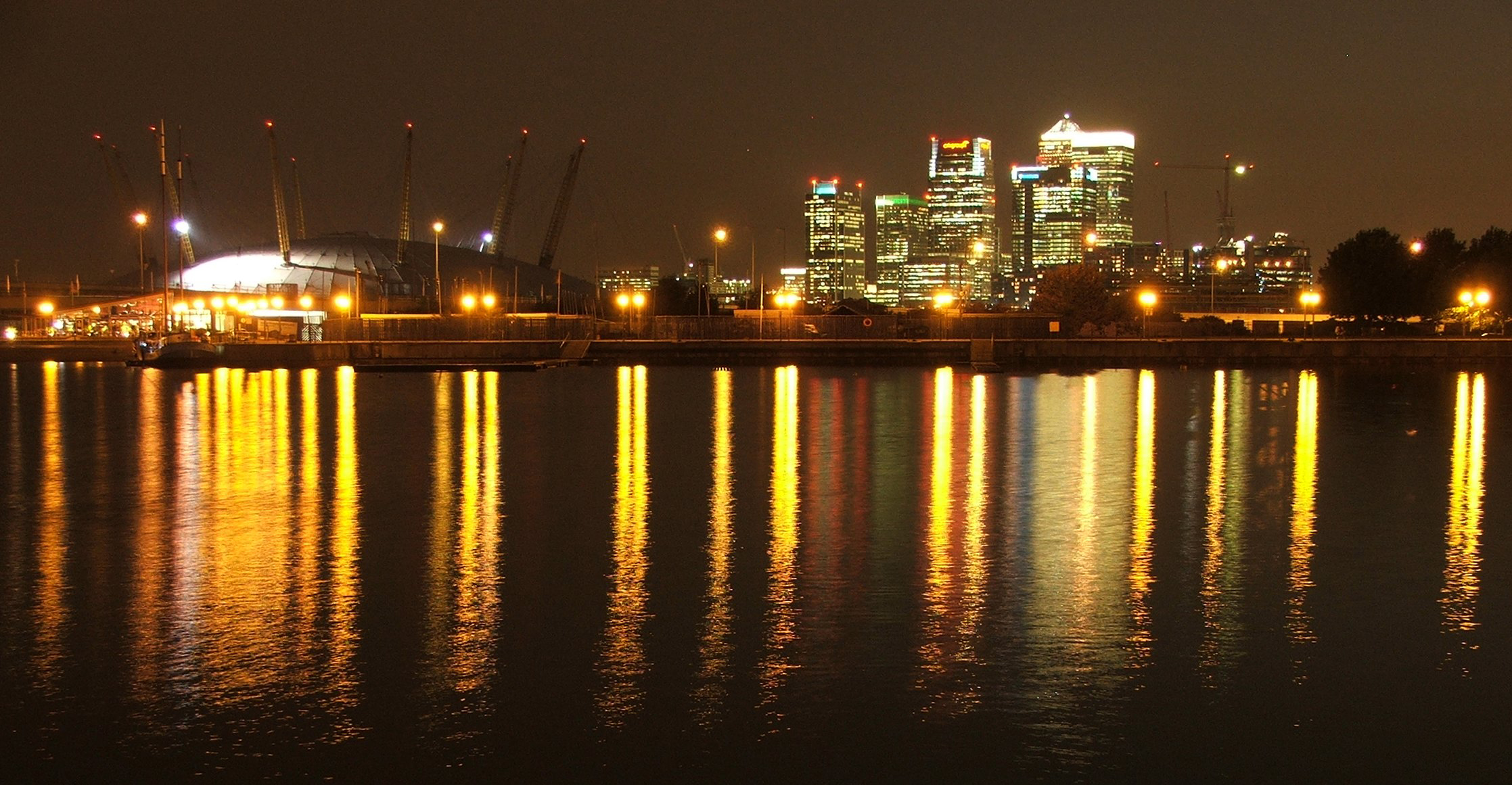
Dôme du millénaire et Canary Wharf, vus depuis Royal Victoria Dock

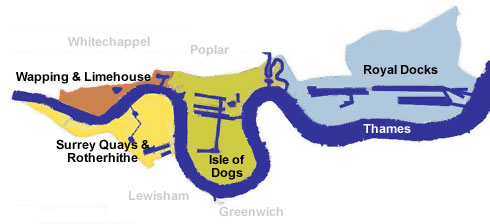
Une carte des Docklands

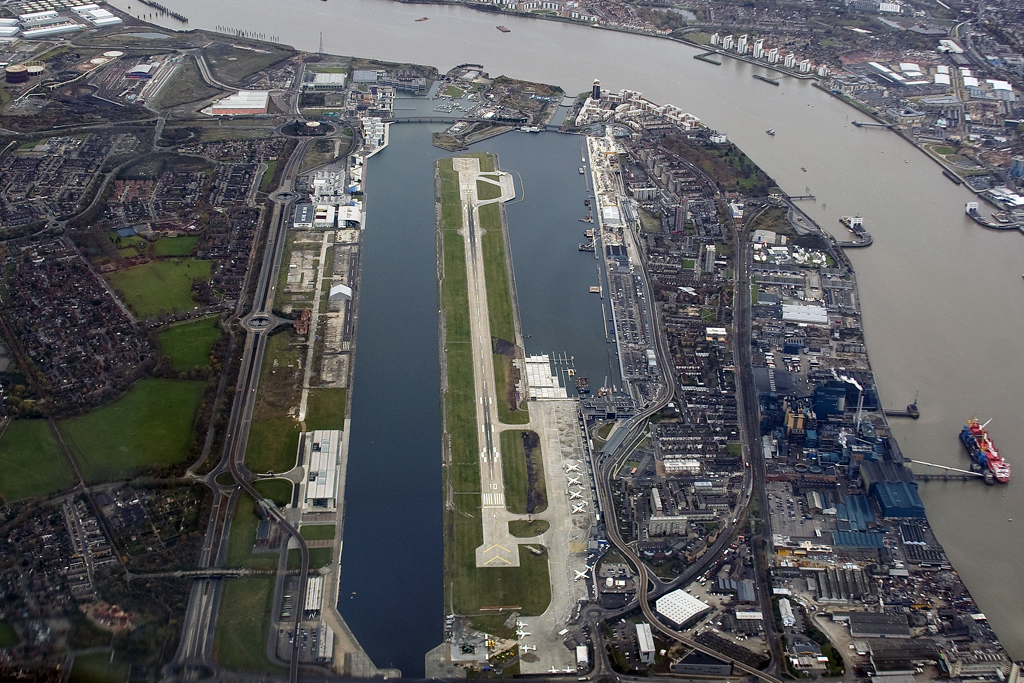
Aéroport de Londres-City (LCY), situé dans les Royal Docks.

Les Docklands de Londres comprennent un ancien complexe de docks (d'ouest en est) :
- St Katharine Docks (Wapping)
- London Docks (Wapping)
- Regent's Canal Dock (aujourd'hui Limehouse Basin, Limehouse)
- Surrey Commercial Docks (aujourd'hui Surrey Quays, Rotherhithe)
- West India Docks et Millwall Dock (Île aux Chiens)
- East India Docks (Canning Town)
- Royal Docks (Royal Victoria Dock, Royal Albert Dock et King George V Dock)

Les plus importants symboles de l'effort de redéveloppement des docklands furent, d'une part, l'inauguration de l'aéroport de Londres-City, et d'autre part, l'ambitieux projet Canary Wharf qui incluait le plus haut immeuble de Grande-Bretagne et qui créait un second quartier financier à Londres.
Un autre chantier naval existe un peu plus en aval, à Tilbury, mais n'est généralement pas considéré comme faisant partie des Docklands.
La zone désignée par le nom de Docklands, située principalement sur la berge nord de la Tamise, est constituée des anciens terrains appartenant au port de Londres mais ne comprend pas l'ensemble des installations portuaires situées au bord du fleuve. D'autres quais et appontements sont situés le long de la Tamise mais seulement quelques-uns, principalement situés à Greenwich, sont encore en service et dont principalement partie des Docklands.